# Heliothela atra
Heliothela atra là một loài bướm đêm trong họ Crambidae.